# Dimitrie-Doru Todericiu
Dimitrie-Doru Todericiu, alias Pierre Carnac, (n. 19 iulie 1921, Piatra Neamț – d. 2008, Saint Langis, Normandia, Franța), a fost un scriitor, istoric și cercetător român.
Dimitrie-Doru Todericiu a studiat în anul 1962 la Sibiu un manuscris aflat în Arhivele Statului din Sibiu, care nu fusese cercetat în amănunt până la acea dată. Era vorba de coligatul Varia II 374, un document scris în perioada 1400-1529, printre care se aflau și notițele lui Conrad Haas, un austriac care s-a stabilit la Sibiu și care a condus și Arsenalul din Sibiu. Acest manuscris conținea probleme de pirotehnie și balistică-artilerie, considerate ca fiind baza conceperii rachetei moderne în trei trepte.
Cercetările lui Dimitrie-Doru Todericiu asupra acestui manuscris s-au concretizat în lucrarea Preistoria Rachetei Moderne. Manuscrisul de la Sibiu (1400-1569), publicată în 1969 la Editura Academiei din București. În anul 1970 cartea a fost retrasă de pe piață, iar stocul existent distrus din ordinul autorităților comuniste, iar autorul trecut pe lista neagră. În același an, a părăsit România, stabilindu-se în Franța, unde a publicat sub pseudonimul Pierre Carnac la diverse edituri franceze.
După ce a plecat din România a fost căutat de agenți CIA doritori să afle secretele misteriosului manuscris de la Sibiu.
În 1971, împreună cu cercetătorii Manson Valentine și exploratorul subacvatic Dimitri Rebikoff, cercetează o serie de structuri subacvatice denumite Zidurile din Bimini, situate la nord de insula Bimini din Bahamas. Rezultatele acestor cercetări sunt publicate în anul 1973 în lucrarea L’Histoire commence à Bimini (i.e., Istoria începe la Bimini).

## Distincții
- Doctor în istorie al Universității Paris IV
- Doctor de Stat în Litere și Științe Sociale Sorbona
- Absolvent al École pratique des hautes études din Paris
- Inginer diplomat al Școlii Politehnice din București
- Cercetător științific la Centrul Național Francez de Cercetări Științifice (CNRS)
- Profesor universitar la Sorbona și Geneva
- Membru al Comitetului Lavoisier al Academiei de Științe din Paris și al Academiei din Florența.

Dimitrie-Doru Todericiu a fost inițiat în loja masonică „Qui? Verité” din obediența Grande Loge de France, lucrând apoi și în loja de perfecțiune „Amici Philosophiae” de la Paris.

## Lucrări publicate
Dimitrie-Doru Todericiu a publicat în România 32 de cărți în domeniul chimiei, geografiei, istoriei științei și tehnicii, istoriei civilizației precum și lucrări cu caracter enciclopedic general. În exil la Paris, a publicat sub pseudonimul Pierre Carnac 18 cărți la cunoscute edituri franceze și traduse în 12 limbi.
- Potopul lui Noe, Editura Științifică, București, 1966
- Spre America înainte de Columb, Editura Științifică, București, 1966
- Aventură în adânc, Editura Tineretului, București, 1968
- Preistoria Rachetei Moderne. Manuscrisul de la Sibiu (1400-1569), Editura Academiei Republicii Socialiste România, București, 1969
- Les conquérants du Pacifiqu'e, éditions Robert Laffont, 1975, ISBN 9782221017814
- L'architecture sacrée: le message du triangle, 1989
- Les origines de l'humanité, 1991
- L'Atlantique (împreună cu François Pedron, Nicolas Hulot și Claude Petit), Albin Michel, 1991, ISBN 9782226054296
- Les Prophètes et les prophéties de tous les temps, éditions Pygmalion, 1991, ISBN 9782857043492
- L'Histoire commence à Bimini, éditions Robert Laffont, 1992, ISBN 9782221017821
- Le Grand Livre des trésors. Histoire et emplacement des trésors de France, éditions Dervy, 1993, ISBN 9782850765889
- L'Atlantide. Autopsie d'un mythe (cu Claude Petit Castelli, François Pedron, Nicolas Hulot), Albin Michel, éditions Rocher, 2001, ISBN 9782226305503
- Atlantida. Autopsia unui mit, Editura Humanitas, București, 2003, ISBN 973-50-0398-8
- La Cave sculptée de Dénezé-sous-Doué, éditions Cheminements, 2005, ISBN 9782844784032
- La Grande Histoire du cercle, éditions Cheminements, 2008, ISBN 9782844785268
- Preistoria Rachetei Moderne. Manuscrisul de la Sibiu (1400-1569), Editura Academiei Române, București, 2008, ISBN 978-973-27-1168-X
- Les Normands sur les mers du monde, 2014, ISBN 979-10-91739-30-6
- La symbolique des échecs - Les secrets du Jeu des rois, 2016, ISBN 978-2-37397-027-2

A publicat peste 300 de articole de specialitate în publicații de pe toate continentele. A fost membru al Comitetelor de redacție al revistelor internaționale Atlantis (Franța), Kadath (Bruxelles), Planeta Uomo (Milano).